# Terry Bogard
Terry Bogard (テリー・ボガード?, Terī Bogādo) è un personaggio immaginario appartenente alla serie di videogiochi Fatal Fury creata da SNK. Oltre a essere uno dei protagonisti della serie, è inoltre presente nella serie di picchiaduro The King of Fighters.

## Caratteristiche
Indossa una giacca rossa a maniche corte con una stella bianca sul dorso; sotto, una t-shirt bianca; indossa inoltre blue-jeans, scarpe Converse e berretto da baseball che sovrasta la lunga chioma bionda legata in una coda di cavallo.
In Mark of the Wolves e altri giochi recenti, la veste grafica di Terry consiste in un giubbotto marrone con una stella bianca sulla schiena recante impresse le parole "Running Wild" sotto di essa, in una camicia bianca, jeans blu e stivali marroni; Terry sfoggia un taglio di capelli che, sebbene piuttosto lunghi, sono più corti della vecchia coda di cavallo e fluiscono liberamente, anziché essere intrecciati.
Particolarmente amichevole nei confronti di tutti, di carattere nomade, viaggia alla ricerca di avversari con cui battersi per incrementare il proprio potenziale. Orfano come suo fratello Andy, partecipa alla serie The King of Fighters (da cui è tratta anche la serie di videogiochi) per vendicarsi di Geese Howard, assassino di Jeff Bogard, suo padre adottivo. Allenato da Tang Fu Rue, Terry sviluppa un'arte di combattimento che combina tecniche di diversi stili di arti marziali; la sua peculiarità sta nel concentrare energia pura nel proprio corpo, così da poter utilizzare le proprie tecniche di lotta più letali, il Power Geyser su tutte. Vincitore del torneo King of Fighters, che gli vale l'attribuzione del soprannome di Lupo famelico (come dimostra la serie di tre film anime).

## Apparizioni

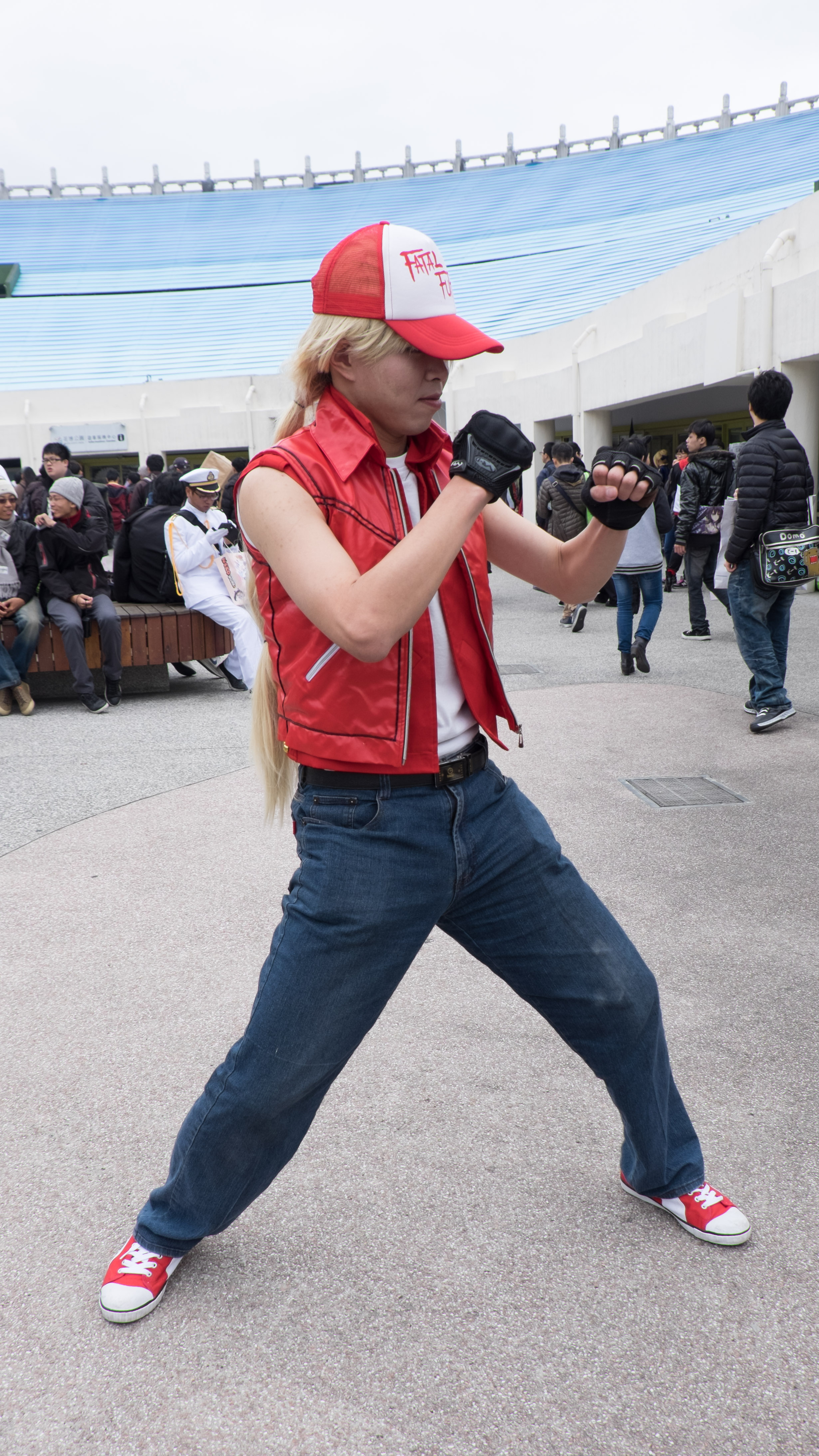
Cosplay di Terry Bogard

Personaggio principale della serie sin dal primo episodio, Terry, insieme con suo fratello Andy si iscrive al torneo "King Of Fighters" per poter vendicare il proprio padre adottivo Jeff, ucciso per mano di Geese Howard, poi sconfitto proprio da Terry. In Fatal Fury 2, Terry deve affrontare un nuovo avversario, ossia Wolfgang Krauser, il fratellastro di Geese Howard, che organizza un nuovo torneo di arti marziali ma stavolta su scala mondiale, con lo scopo di affrontare colui che ha battuto Geese. In Fatal Fury 3: Road To The Fight Victory, Terry deve impedire che Geese, sopravvissuto dopo la sconfitta subita nel primo capitolo della serie, si impossessi dei tre makimono del clan Jin, rotoli dagli enormi poteri ai quali sono interessati anche gli stessi discendenti della famiglia Jin. Si scopre poi che Ryuji Yamazaki, sicario di Geese inviato per impossessarsi dei makimono, è l'assassino materiale di Jeff Bogard. La rivalità tra i Bogard e Howard termina in Real Bout Fatal Fury, giacché Real Bout Fatal Fury Special e Real Bout Fatal Fury 2: The Newcomers, i seguiti, non hanno alcuna trama.
Fatal Fury: Wild Ambition riprende la trama del primo episodio in versione 3D, mentre in Garou: Mark of the Wolves Terry cambia aspetto e diventa il mentore e padre adottivo di Rock Howard, figlio del suo vecchio nemico Geese.
Compare in tutti gli episodi della serie The King of Fighters facendo sempre squadra con suo fratello Andy e l'amico Joe Higashi, senza alcuna trama in particolare: è possibile notare come questa serie costituisca il preludio di Fatal Fury e il seguito di Art of Fighting.
Fa un’apparizione anche nel gioco Brave Frontier RPG come unità sbloccabile.

### Crossover
È un personaggio DLC nei giochi:
- Super Smash Bros. Ultimate,
- Fighting EX Layer,[1]
- Street Fighter 6, (Autunno 2024)[2]

### Serie OAV
In Fatal Fury: La leggenda del lupo famelico la trama è identica al primo episodio dei videogiochi, con l'aggiunta del personaggio di Lily McGuire, la prima fiamma del Lupo famelico, personaggio presente solo nell'OAV, uccisa anche lei da Geese Howard. In Fatal Fury 2 - La sfida di Wolfgang Krauser conosciamo il lato debole di Terry: inizialmente sconfitto da Wolfgang Krauser, il suo nuovo avversario, Terry ritrova l'orgoglio perduto dopo un breve periodo di smarrimento passato a bere nei bar e riesce poi ad avere la rivincita grazie al Power Geyser, la sua nuova mossa letale. In Fatal Fury: The Motion Picture, terzo e ultimo OAV, Terry affronterà Laocom Gaudemaus, ragazzo ambizioso che riesce a tramutarsi in una divinità grazie all'armatura di Marte, rendendosi apparentemente imbattibile; in questa circostanza Terry conosce la sua nuova fiamma Sulia, sorella di Laocom, destinata però, come Lily, a sacrificarsi per salvare Terry e aiutarlo a sconfiggere il fratello.

## Mosse caratteristiche
- Power Wave - Terry colpisce il pavimento verso il basso liberando un'onda di energia che viaggia sul pavimento.
- Round Wave - una versione più potente della Power Wave: Terry colpisce il pavimento rilasciando contro l'avversario un'onda di energia che lo investe del tutto.
- Burning Knuckle - Terry alza le braccia per poi sferrare rapidamente un potente pugno.
- Rising Tackle - Terry salta verticalmente con le gambe verso l'alto, e da tale posizione colpisce l'avversario con un calcio.
- Crack Shoot - Terry salta e gira il proprio corpo con la gamba estesa carica d'energia.
- Power Dunk - Terry colpisce prima l'avversario con una ginocchiata, quindi carica un pugno d'energia per colpire l'avversario verso il basso.
- Power Geyser - Terry batte un singolo pugno sul terreno, sprigionando un geyser pieno di energia con la quale manda in aria l'avversario.
- Power Stream - Terry frantuma la terra con entrambi i pugni creando una cupola di energia intorno a sé, per poi farla esplodere verso l'alto.
- Buster Wolf - Terry alza le braccia e chiede all'avversario "Stai bene?"; poi lo posiziona in avanti assestando un pugno sostenuto da un arco di energia.